# Arroio Santo Antônio (afluente do rio Ijuí)
O arroio Santo Antônio é um arroio brasileiro do estado do Rio Grande do Sul. Nasce no distrito de Pontão Santo Antônio, passa pela Sede e Santa Tereza, em Catuípe. até desaguar no rio Ijuí. É uma das divisas naturais entre os municípios de Catuípe e Ijuí.